# Phaonia bysia
Phaonia bysia är en tvåvingeart som först beskrevs av Walker 1849.  Phaonia bysia ingår i släktet Phaonia och familjen husflugor. Inga underarter finns listade i Catalogue of Life.